# Erechim
Erechim – miasto w stanie Rio Grande do Sul w Brazylii. Posiada ok. 100 tysięcy mieszkańców. Siedziba polskiego konsulatu honorowego.
Miasto powstało w 1906 na drodze kolei prowadzącej do São Paulo, założyciele to głównie włoscy imigranci. W 1926 90% mieszkańców stanowili Włosi pochodzący z Wenecji. Pozostałe europejskie narodowości w mieście to Niemcy, Polacy. Wielokulturowość miasta objawia się w jego architekturze i kulturze.
Najbardziej znaną osobą urodzoną w Erechim jest modelka Alessandra Ambrosio.
W mieście rozwinął się przemysł spożywczy.
W mieście ma siedzibę klub piłkarski Ypiranga FC.